# Babarganj
Babarganj – gaun wikas samiti w środkowej części Nepalu  w strefie Dźanakpur w dystrykcie Sarlahi. Według nepalskiego spisu powszechnego z 2001 roku liczył on 1573 gospodarstw domowych i 9590 mieszkańców (4615 kobiet i 4975 mężczyzn).